# Беттіне Ян
Беттіне Ян (нім. Bettine Jahn; дошлюбне прізвище — Гертц (нім. Gärtz); нар. 3 серпня 1958) — німецька легкоатлетка, яка спеціалізувалася на бар'єрному бігу.
На міжнародних змаганнях представляла НДР.

## Спортивні досягнення
Фіналістка (7-е місце) олімпійських змагань з бігу на 100 метрів з бар'єрами (1980).
Чемпіонка світу з бігу на 100 метрів з бар'єрами (1983).
Фіналістка (4-е місце) змагань з бігу на 100 метрів з бар'єрами на чемпіонаті Європи (1982).
Чемпіонка Європи в приміщенні з бігу на 60 метрів з бар'єрами (1983). Срібна призерка чемпіонату Європи в приміщенні з бігу на 60 метрів з бар'єрами (1982).
Переможниця змагань з бігу на 100 метрів з бар'єрами на Кубку Європи (1983).
Чемпіонка НДР з бігу на 100 метрів з бар'єрами (1982, 1983). Чемпіонка НДР в приміщенні з бігу на 60 метрів з бар'єрами (1980, 1983).

## Визнання
- Золотий орден «За заслуги перед Вітчизною» (1984)